# Gaetano Manzo

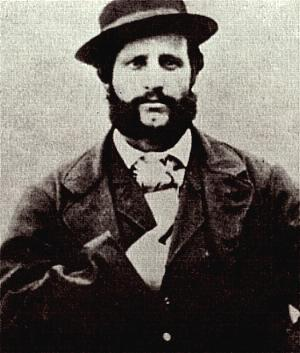
Gaetano Manzo

Gaetano Manzo (Acerno, 1º dicembre 1837 – Flumeri, 20 agosto 1873) è stato un brigante italiano. Noto capobanda del brigantaggio postunitario italiano, attivo tra l'Irpinia e il salernitano. 

## Biografia
Nasce ad Acerno, alle falde dei monti Picentini, alle "ore ventitré" da Luigi, casiere, e Maria Giuseppa Viscido. Venne battezzato il giorno dopo. In giovane età imparò a leggere e scrivere, cosa non molto comune all'epoca, e a costruire arnesi di legno praticando poi il mestiere di casaro presso una masseria locale. Nel 1862 venne chiamato alla leva militare e non presentandosi ne fu dichiarato all'arresto; per ciò, con suo cugino Francesco, si ritirò nei monti picentini praticando sequestri e furti insieme alla banda Ciardullo. Antonio di Nardo, sequestrato dalla stessa banda, ne fa una descrizione del brigante Manzo: "giovane dalle mosse sgherre, occhio cervino, biondo nei capelli, naso un pò schiacciato, piuttosto alto nella persona, signorilmente vestito, il men perverso, e disumano fra quegli orsi e iene assetate di sangue e di rapine". Dopodiché formò una banda propria, composta in alcuni momenti da addirittura trenta persone, con la quale sequestrava possidenti della zona ,e a molti dei suoi ostaggi soleva tagliare il lobo dell'orecchio per "convincere" i familiari a pagare. La sua morte è ben descritta nell'atto di morte del carabiniere Carlo Caccia conservato nell'archivio del comune di Flumeri: Nel territorio di Frigento scattò la trappola, il 20 agosto 1873, al passo di Mirabella. Fu impiegato un grande spiegamento di forze, con drappelli di carabinieri e di soldati di fanteria. La “casina” in cui si trovava la banda fu circondata, ma Gaetano Manzi si era allontanato da tempo. Otto ore più tardi la comitiva pranzava in una casa colonica sita in località Doganelle di Flumeri, di proprietà del barone Grella, che era stato sequestrato. Ci fu la “soffiata” di un delatore, e la sorpresa. Un carabiniere sparò contro la vedetta della banda; questa rimase uccisa, ma cadde pure il carabiniere che aveva sparato. La porta della casa fu sfondata, all’interno si svolse una scena terribile; i carabinieri furono accolti da scariche di revolver e risposero con le baionette; rimasero uccisi cinque briganti, tra cui Gaetano Manzo.  

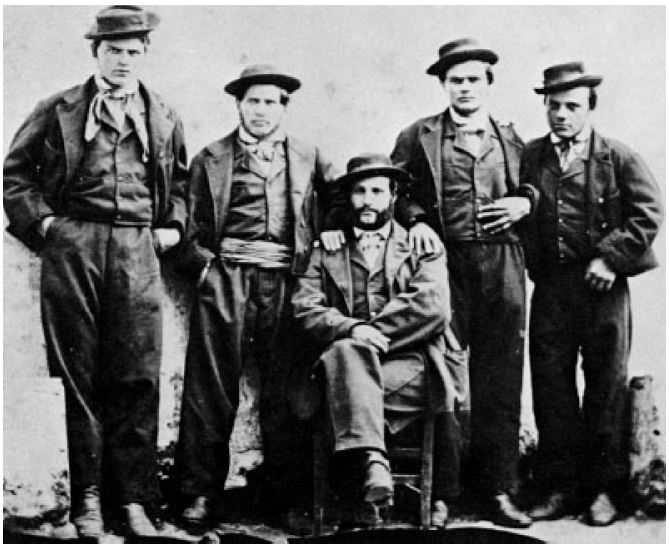
Gaetano Manzo, al centro, con la sua banda nel 1866.